# 24 î.Hr.

## Nașteri
- dată necunoscută: Împăratul Ai  (d. 1 î.Hr.)